# Plethodontohyla brevipes
Plethodontohyla brevipes är en groddjursart som beskrevs av George Albert Boulenger 1882. Plethodontohyla brevipes ingår i släktet Plethodontohyla och familjen Microhylidae. IUCN kategoriserar arten globalt som starkt hotad. Inga underarter finns listade i Catalogue of Life.